# 'Ira
'Ira (en arabe : عرى écrit Areh, Ara ou Ora) est un village du sud-est de la Syrie, faisant administrativement partie du Gouvernorat de Soueïda situé au sud de Soueïda. Au recensement de 2004, le village comprenait une population de 6 136 habitants. Ses habitants sont principalement des Druzes.

## Histoire
En 1596, le village est apparu sous le nom de Timri dans les registres fiscaux ottomans au sein de la nahiya (sous-district) de Bani Nasiyya dans le qadaa (district) du Hauran. Il avait une population musulmane composée de 25 ménages et 14 diplômés, et un total de 5 ménages chrétiens. Ils payaient une taxe d'un taux fixe de 40 % sur les produits agricoles, y compris le blé, l'orge, les cultures d'été, les chèvres et les ruches. Les impôts atteignaient 16 000 akçe.
'Ira fut le lieu d'installation des migrants druzes au début du XIXe siècle. Contrôlé par la famille Al Hamdan, il était utilisé comme leur second point fort. Les al-Hamdan furent évincés de 'Ira en 1857 par Ismail al-Atrash. Cette victoire renforça la suprématie des Bani al-Atrash dans la région de Jabal Hauban contre la famille al-Hamdan. À la suite de la mort d'Ismail, en 1869, son fils Ibrahim devint le chef de famille et fut reconnu par Rachid Pacha gouverneur de Damas, en tant que gouverneur de 'Ira. Son frère Shibli lui succéda en 1883 avec le même titre et les mêmes fonctions sur 'Ira. Le village a été attaqué par les combattants de la tribu b"fouine des Ruwala en 1893, au cours des affrontements entre les Bani al-Atrash et les Ottomans. Quatre habitants furent tués.